# Iwowe (gmina)
Iwowe – dawna gmina wiejska istniejąca do 1954 roku w woj. warszawskim. Siedzibą władz gminy było Iwowe.
W okresie międzywojennym gmina Iwowe należała do powiatu mińskiego w woj. warszawskim. Po wojnie gmina zachowała przynależność administracyjną. Według stanu z 1 lipca 1952 roku gmina składała się z 9 gromad: Chromin, Generałowo, Iwowe, Laliny, Łopacianka, Oleksianka, Redzyńskie, Strachomin i Żebraczka. Była to najdalej na południe wysunięta gmina powiatu mińskiego.
Jednostka została zniesiona 29 września 1954 roku wraz z reformą wprowadzającą gromady w miejsce gmin. Po reaktywowaniu gmin z dniem 1 stycznia 1973 roku gminy Iwowe nie przywrócono, a jej dawny obszar wszedł w skład gmin Borowie, Latowicz i Wodynie.